# Зельдич Ася Давидівна
А́ся Дави́дівна Зе́льдич (нар. 30 липня 1928, Боярка — пом. 6 квітня 2008, Нью-Йорк) — українська художниця скла; член Спілки радянських художників України з 1959 року та Асоціації американських художниць з 1990-х років. Заслужений художник УРСР з 1985 року.

## Життєпис
Народилася 30 липня 1928 року у місті Боярці (нині Київська область, Україна). Протягом 1948—1950 років навчалась у Київському художньому інституті; у 1950—1954 роках — на відділенні художньої кераміки у Львівському інституті прикладного та декоративного мистецтва, де її викладачами були зокрема Роман Сельський, Павло Жолтовський, Тарас Порожняк, Андрій Соболєв. Дипломну роботу — порцеляновий набір для пиття за гуцульськими мотивами, під керівництвом Тараса Порожняка, захистила на відмінно.
Упродовж 1954—1964 років працювала на Київському заводі художнього скла; у 1964—1967 роках — головним художником Пісківського заводу скловиробів у Київській області. Жила у Києві, в будинку на Рильському провулку, № 3, квартира № 41.
У 1990-х роках емігрувала до США. Померла у Нью-Йорку 6 квітня 2008 року.

## Творчість
Працювала в галузі декоративного (художнє скло), монументального (малі архітектурні форми) мистецтва, мистецтвознавства. Авторка нової технології нанесення емалі на папір. Серед робіт:
- скульптура «Баба» (1959);
- ансамбль «Весілля» (1969, гутне скло);
- келих «Декоративний» (1974);
- набір «Карпати» (1981);

вази
- «Український орнамент» (1955);
- «Повінь» (1961);
- «Урожай» (1975);
- «Народна» (1975);
- «Червоне літо» (1980)

комплекти декоративних паркових ваз
- «Подруги» (1968, кольоровий цемент);
- «Олені» (1968, кольоровий цемент);

декоративні тарелі
- «Птахи» (1958);
- «І на оновленій землі» (1964).

Авторка сценарію фільму «Київське художнє скло» (1963; Київнаукфільм). Написала книгу «Художнє скло» (1966, Київ, видавництво «Мистецтво»).
Брала участь у республіканських виставках з 1954 року, всесоюзних — з 1957 року, зарубіжних — з 1958 року, зокрема у Нью-Йорку у 1959 році та Лондоні у 1961 році. Мала персональну виставку у Львові у 1960 році.
Окремі її твори зберігаються в Національному музеї українського народного декоративного мистецтва у Києві, Харківському та Одеському художніх музеях.